# Jeneszter
A jeneszter vagy seprűjeneszter (Spartium junceum) kb. 1,5-3 méteres maximális magasságot elérő lombhullató cserje, mely a pillangósvirágúak csoportjába tartozik. Megjelenésében a seprűzanótra hasonlít. Eredeti termőhelye Spanyolország. Őshonos hazája Észak-Afrika, Portugália, Kanári-szigetek. Gyakran előfordul a Földközi-tenger déli fekvésű, napsütötte, meleg domboldalain, sziklaköves lejtőin.
Levélzete vékony, szálas, lándzsás levelekből áll, melyek szórt állásban borítják zöld színű vesszőit és szeptember végére általában lehullanak. Végálló, fürtben nyíló, élénksárga virágai júniustól szeptemberig nyílnak. A virágok kivonatából illóolajokat készítenek. Keskeny, finoman szőrözött hüvelytermést hoz, mely éretten fekete színű és több magot is tartalmaz. Magjai mérgezők.
Kissé fagyérzékeny, szívós, jó szárazságtűrő növény, hosszú karógyökere mélyen hatol a talajba. Betegségekre és kártevőkre nem érzékeny. Szaporítani magról lehet.
Nemzetségneve a Spartium, a görög szál, kötél, illetve seprű jelentésű sparton szóból ered, mivel a szárát seprűk, fonatok, kötelek készítésére használták. Eredeti termőhelyein spanyolseprűnek is hívják.

## Külső hivatkozások
- http://www.botanikaland.hu/spartium-junceum/jeneszter/
- http://ankert.hu/egy-majdnem-feledesbe-merult-noveny-jeneszter/%5B%5D
- https://citygreen.hu/a-jeneszter-seprujeneszter-spartium-junceum-gondozasa/%5B%5D
- https://magyarmezogazdasag.hu/2012/05/14/jeneszter
- https://kertmanufaktura.blogspot.com/2018/03/jeneszter-nem-zanot.html%5B%5D